# El Gráfico
El Gráfico est un ancien magazine mensuel sportif argentin fondé en 1919 et exclusivement sur internet depuis janvier 2018. Il était orienté vers un public masculin et donnait la priorité absolue au football, sans exclure une attention particulière aux autres sports populaires en Argentine, comme le tennis, la boxe, le basket-ball, l'auto-moto, le rugby à XV et le hockey sur gazon (surtout féminin).

## Histoire
El Gráfico a été fondé en mai 1919. Au début il ne parlait pas uniquement du sport (ce qu'il ne fera qu'à partir de 1950), mais aussi de crimes et de spectacles. Parfois, il publiait des pin-ups.
Dès le début, le magazine interpréta le football en opposant style « créole » et style « britannique », ce qui eut une profonde influence sur l'imagination populaire et la manière de voir ce sport dans le pays. Le chercheur Eduardo Archetti (es) a déclaré à ce propos :
« Le style créole repose sur l'élégance et l'improvisation tandis que le britannique exprime la force et la discipline. Ces valeurs diamétralement opposées sont présentées comme styles alternatifs qui reflètent des vertus masculines différentes. Parallèlement se présente la signification du culte voué au pibe comme créateur, sur le terrain, du style créole. »
Le groupe Torneos (es), propriétaire d’El Gráfico depuis 1998, a annoncé le 16 janvier 2018 la fin de son édition papier.